# Ramal C13 del Ferrocarril Belgrano
El Ramal C13 pertenece al Ferrocarril General Belgrano, Argentina.

## Ubicación
Se halla en la provincia de Salta.

## Características
Es un ramal de la red de vía métrica del Ferrocarril General Belgrano, cuya extensión es de 148 km entre las cabeceras Güemes y Alemanía.
Se encuentra en funcionamiento entre Salta y Cerrillos, en el cual pasa el servicio turístico del Tren a las Nubes.
También se encuentra en funcionamiento por Trenes Argentinos Operaciones, un servicio interurbano entre Salta y Güemes.
El tramo desde Cerrillos hasta Alemanía se encuentra abandonado desde 1971, siendo propiedad del estado provincial de Salta.

## Historia
El ramal entre General Güemes y Salta fue inaugurado en 1891. Llegó a Alemanía recién en 1916. 
El tramo entre Zuviría y Alemanía fue clausurado mediante Decreto Nacional 2294/77 el 5 de agosto de 1977
En 2019 el senado provincial aprobó un proyecto que solicita gestionar la reparación de la infraestructura ferroviaria y adquisición de material rodante para posibilitar el servicio de transporte de pasajeros entre la ciudad de Salta, Cerrillos y La Merced.
Se anunció que para el 16 de abril de 2021, se extienda el recorrido hasta Cerrillos y Campo Quijano (esta última en otro ramal, empalmando con el C14), habilitándose esta estación después de más de cuatro décadas sin servicio de pasajeros.
El día martes 19 de octubre de 2021, se anunció la rehabilitación del sector Cerrillos - Coronel Moldes, con servicios de pasajeros.